# 칭허구 (톄링시)

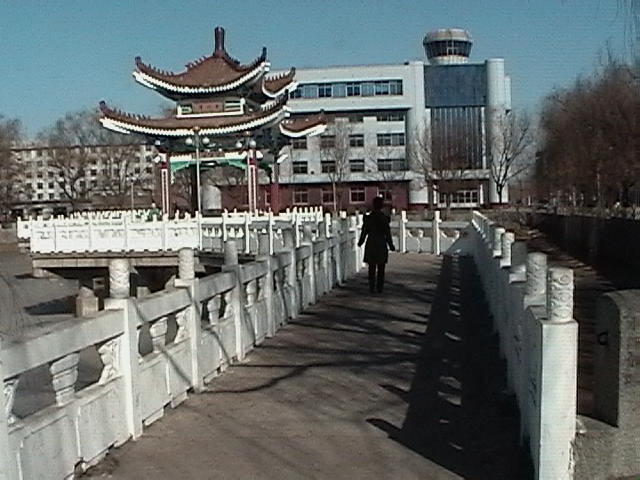

칭허구(한국어: 청하구, 중국어: 清河区, 병음: Qīnghé Qū)는 중화인민공화국 랴오닝성 톄링 시의 행정구역이다. 넓이는 423km2이고, 인구는 2007년 기준으로 100,000명이다.

## 행정 구역
2개 가도, 1개 진, 1개 향, 1개 민족향을 관할한다.
- 가도: 向阳街道, 红旗街道.
- 진: 张相镇.
- 향: 杨木林子乡.
- 민족향: 曾家屯满族乡.